# Sumo femenino

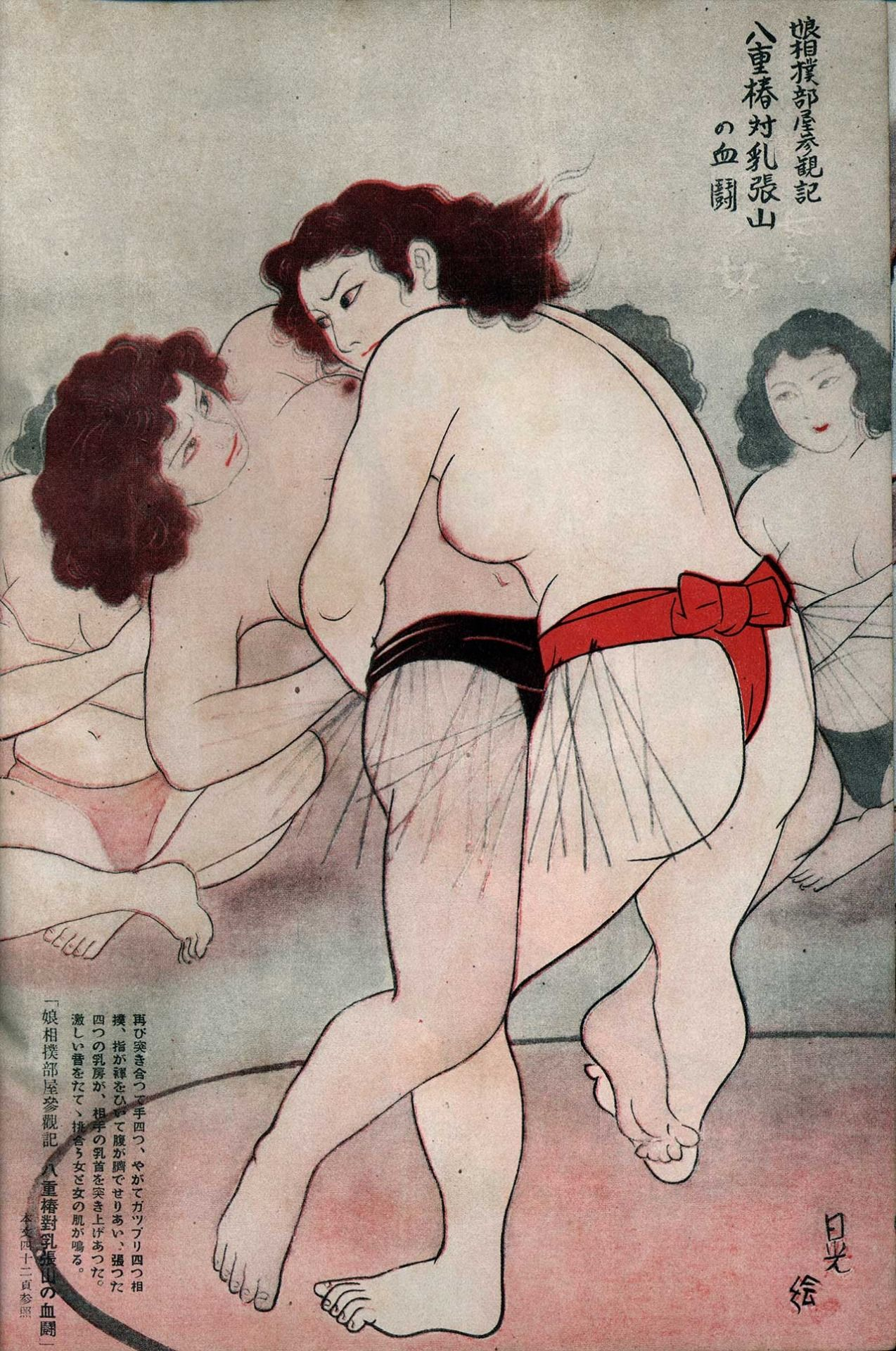
Sumo femenino

El sumo femenino (Japonés: 女相撲, Hepburn: onna-zumō) es una forma de sumo practicado por mujeres.
Tradicionalmente, el sumo profesional le prohíbe a las mujeres participar tanto en las competiciones como en las ceremonias. Las mujeres no tienen permitido entrar o tocar el ring de sumo (dohyō). A pesar de esto, el sumo femenino ha existido en la historia y aún existe hoy en día a nivel amateur.

## Historia
El primer registro relacionado a mujeres practicando sumo, de acuerdo con el Nihon Shoki, se remonta a cuando el Emperador Yuryaku (418–479) convocó a dos cortesanas y les ordenó que se pusieran un taparrabo para combatir entre ellas.
El sumo femenino no se volvería común hasta la llegada del siglo XVIII a mitad del período Edo (1603–1868), cuando una forma de onna-sumo se empezó a practicar en algunas áreas de Japón. El sumo femenino era a menudo un espectáculo asociado a los burdeles. Varios tipos de sumo femenino han existido, incluyendo giras "profesionales". Estas últimas continuaron existiendo después de la Restauración Meiji, hasta que el sumo femenino prohibido por las autoridades del Shogunato Tokugawa y el Gobierno Meiji, ya que estos consideraban que los organizadores de los eventos estaban corrompiendo la moral pública con estos espectáculos.
El sumo femenino continuó existiendo a pesar de la prohibición levantada por el gobierno en 1926. La práctica del mismo solo desaparecería tras el final de la Segunda Guerra Mundial, con el último grupo disolviéndose en 1963.

## Tiempos modernos

Un combate de sumo femenino contemporáneo

El sumo femenino no es considerado auténtico por la gran mayoría de los japoneses y actualmente esta prohibido que se realicen competiciones profesionales, sin embargo, actualmente aún existen competiciones amateur.
La Federación Internacional de Sumo y sus eventos (como el Campeonato Mundial de Sumo y el Campeonato Europeo de Sumo) le permiten a las mujeres competir. El sumo femenino es una de las tantas competiciones realizadas durante los Juegos Mundiales, y también se llevaron a cabo combates femeninos durante los Juegos Mundiales de Combate de 2013.
El primer campeonato nacional de sumo amateur femenino se llevó a cabo en 1997. Las reglas son prácticamente idénticas a las del sumo amateur masculino, con la excepción de que las luchadoras utilizan leotardos debajo de sus mawashi, y los combates tienen una duración máxima de tres minutos en vez de cinco como es en el caso de los hombres.

## Luchadoras de sumo destacadas
- Hiyori Kon
- Miki Satoyama
- Sharran Alexander
- Julia Dorny
- Hetal Dave
- Edyta Witkowska
- Seika Izawa
- Epp Mäe
- Anna Zhigalova
- Vera Koval
- Svitlana Iaromka
- Sandra Köppen
- Maryna Pryshchepa
- Yonamine Chiru
- Françoise Harteveld
- Kellyann Ball

## En la cultura popular
- El Crisantemo y la Guillotina (菊とギロチン, Kiku to girochin) una película japonesa de 2018 acerca de combates de sumo femenino en los años 1920.
- On'nazumou (女相撲), un drama televisivo escrito por Akira Hayasaka y estrenado en 1991 por TBS Television. Ganó el Premio Principal del Fondo Cultural de Radiofusión de 1992 y el Premio a la Excelencia Television ATP de 1992. Nana Kinomi, la cual protagoniza a la maestra Hanamidori, ganó el decimoctavo (18°) Premio a la Mejor Interpretación del Fondo Cultural de Radiofusión.
- El sumo femenino fue parte de la trama del episodio 3 de la cuarta temporada de ''Time Scoop Hunter'', una serie documental dramática-histórica estrenada en NHK General TV.
- El sumo femenino forma parte de la trama del manga Rikijo (りきじょ), escrito e ilustrado por Utamaro y publicado en Gekkan Action entre 2013 y 2015.
- En los videojuegos, Hinako Shijou de la serie The King of Fighters de SNK es una luchadora de sumo femenina y uno de los pocos ejemplos en el medio. Esta debutó en The King of Fighters 2000 como parte del "Equipo de Luchadoras Femeninas".
- En la película Sumo Do, Sumo Don't, un personaje femenino pretende ser un luchador de sumo masculino mientras que otra se involucra en el sumo al final.